# Olympische Zomerspelen 1944
De Spelen van de XIIIe Olympiade werden afgelast vanwege de Tweede Wereldoorlog. Ze zouden gehouden worden in Londen, Verenigd Koninkrijk. Na de oorlog zouden de Spelen van 1948 alsnog plaatshebben in de hoofdstad van het Verenigd Koninkrijk. 
Olympische Zomerspelen
Olympische Winterspelen
Gerelateerd
Olympische Jeugdspelen · Paralympische Spelen · Deaflympische Spelen · Special Olympic World Games
IOC · COA · BOIC · NOC*NSF · NAOC · SOC